# Ghimpați, Dâmbovița
Ghimpați este o localitate componentă a orașului Răcari din județul Dâmbovița, Muntenia, România.

## Așezare geografică
Localiatea Ghimpați se află în Câmpia Română,așezată pe Râul Colentina de-a lungul drumului comunal 43A-Răcari(DN71)-Ghimpați-Cojasca(DJ711)-Butimanu(DN1A).

## Istoric
Numele satului provine de la terenul din stânga râului Colentina care era plină de lăstări,mărăcini si spini,o zonă mlăștinoasă care în perioada de primavară era inundată de râul Colentina.Prima datare istoriografică a satului Ghimpați este din anul 1572 atunci când aparținea fraților Ivașca si Albu Golescu(N.Stoicescu-"Bibliografie.Țara Românească").
A doua menționare este din anul 1628,atunci când se vorbește de moșnenii din zonă care au locuințe în punctul "Fântâna fetii" situat intre colțul de nord-vest al pădurii Vlădiceasca si drumul Răcari-Ghimpați.La această data ei apar ca un neam străvechi,inmulțit și sărăcit ca și vizurenii și gherganii din vecinătate.